# Zasada osobowości prawa
Zasada osobowości prawa – zasada prawa, według której podlega się danemu systemowi prawa ze względu na tożsamość, charakterystyczna dla społeczności pierwotnych. Jest przeciwieństwem zasady terytorialności prawa.

## Starożytny Rzym
Pierwotnie w starożytnym Rzymie normy prawa rzymskiego obowiązywały wyłącznie obywateli rzymskich. W miarę rozrostu terytorium państwa, włączania do obrotu praw cudzoziemców i wzmacniania idei uniwersalistycznych powstał nowy system prawa, tzw. ius gentium. Zespół norm obowiązujących obywateli otrzymał wtedy nazwę ius civile.
Zasada osobowości prawa w starożytnym Rzymie nie obowiązywała w praktyce od roku 212, kiedy cesarz Karakalla nadał obywatelstwo wszystkim mieszkańcom państwa.

## Średniowieczna Europa
W Europie Zachodniej zasada ta obowiązywała od schyłku starożytności do końca wczesnego średniowiecza, w okresie istnienia państw plemiennych. Najwyraźniej objawiła się, gdy na terytorium starożytnego Rzymu plemiona germańskie zetknęły się z ludnością miejscową. Jako że Germanie funkcjonowali w systemie państw plemiennych, nie narzucali podporządkowanej ludności swojego prawa. Sytuacja była identyczna w przypadku podporządkowania jednego plemienia germańskiego przez drugie.
Na początku każdego procesu sędzia pytał o systemy prawa, jakim podlegają strony. Następowało wtedy tzw. professio iuris (łac. oświadczenie prawa), a sędzia musiał rozpatrzeć sprawę w oparciu o stosowne systemy. Ciążący na sędzim obowiązek ich znajomości był poważną wadą tego rozwiązania. Jeśli strony rządziły się odmiennymi systemami, najczęściej przyjmowano zasadę, że sprawa będzie rozpatrzona na podstawie systemu, któremu podlegał pozwany. Nadal jednak występowały sytuacje konfliktowe, a zdarzały się coraz częściej, od kiedy ludność różnego pochodzenia zaczęła się mieszać (np. przy sprawach spadkowych). W efekcie sędziowie mieszali normy różnych systemów, a to prowadziło do powstania lokalnych systemów prawa zwyczajowego.
Zasada osobowości prawa zniknęła w Europie Zachodniej u progu pełnego średniowiecza, np. francuskie źródła z X wieku nie informują już o jej stosowaniu.